# Udinese Calcio 1986-1987
Questa voce raccoglie le informazioni riguardanti l'Udinese Calcio nelle competizioni ufficiali della stagione 1986-1987.

## Stagione

Il capitano friulano Galparoli (al centro) scherza coi neoacquisti Galbagini (a sinistra) e Bertoni (a destra) durante un allenamento

Nella stagione 1986-1987 a causa della sentenza del scandalo del Totonero-bis l'Udinese di Giancarlo De Sisti ha iniziato il torneo con una penalizzazione di 9 punti (in prima istanza il giudice sportivo l'aveva condannata alla Serie B): secondo il Messaggero Veneto le zebrette avrebbero dovuto conquistare almeno 34 punti sul campo per salvarsi (con Zico si erano fermate a 32...). Missione fallita, lo "zero" in classifica è stato raggiunto alla 10ª giornata (dopo lo 0-0 casalingo contro la Sampdoria) e la retrocessione matematica alla 27ª dopo la sconfitta (4-2) subita a Bergamo. Da ricordare la clamorosa batosta interna (2-6) contro l'Avellino e la vittoria, contro pronostico, (2-1) sulla Roma che la estromise dalla corsa-scudetto. Dopo otto anni l'Udinese saluta la massima serie, salvandosi sul campo, ma retrocedendo per la pesante penalizzazione.
All'epoca le squadre italiane potevano schierare solo due calciatori stranieri, l'Udinese ha iniziato il campionato con Edinho e Barbadillo. Quest'ultimo ha disputato solo il pre-campionato e la Coppa Italia, dopodiché, con la permanenza dei bianco-neri in Serie A, la società ha deciso di "sbarazzarsi" del peruviano (da ricordare le ingiuriose frasi razziste scritte sui muri dai tifosi per convincere il giocatore) per ingaggiare il (ritenuto) più competitivo argentino Daniel Bertoni (una sola rete a fine stagione a retrocessione avvenuta). Con 7 reti Francesco Graziani, arrivato in estate dalla Roma, è stato il miglior marcatore di stagione dei bianconeri.
Nella Coppa Italia i friulani hanno disputato il secondo girone di qualificazione, risultando al terzo posto, dietro all'Inter ed al Bologna che sono state promosse ai quarti di finale.

## Organigramma societario
Area direttiva
- Presidente: Giampaolo Pozzo
- Direttore sportivo: Dante Micheli
- Segretario: Iginio Rossi

Area tecnica
- Allenatore: Giancarlo De Sisti
- Secondo allenatore: Alberto Ginulfi
- Preparatore atletico: prof. Faustino Anzil

## Rosa
| N. |                    | Ruolo | Calciatore                |
| -- | ------------------ | ----- | ------------------------- |
|    | Italia (bandiera)  | P     | Beniamino Abate           |
|    | Italia (bandiera)  | P     | Fabio Brini               |
|    | Italia (bandiera)  | P     | Sergio Spuri              |
|    | Italia (bandiera)  | D     | Gianluca Birtig           |
|    | Italia (bandiera)  | D     | Diego Caverzan            |
|    | Italia (bandiera)  | D     | Fulvio Collovati          |
|    | Brasile (bandiera) | D     | Edinho                    |
|    | Italia (bandiera)  | D     | Aldo Firicano             |
|    | Italia (bandiera)  | D     | Gianluigi Galbagini       |
|    | Italia (bandiera)  | D     | Dino Galparoli (capitano) |
|    | Italia (bandiera)  | D     | Stefano Marra             |
|    | Italia (bandiera)  | D     | Federico Rossi            |
|    | Italia (bandiera)  | D     | Massimo Storgato          |
|    | Italia (bandiera)  | D     | Massimo Susic             |
|    | Perù (bandiera)    | C     | Gerónimo Barbadillo       |

| N. |                      | Ruolo | Calciatore              |
| -- | -------------------- | ----- | ----------------------- |
|    | Italia (bandiera)    | C     | Vincenzo Bencivenga     |
|    | Argentina (bandiera) | C     | Daniel Bertoni          |
|    | Italia (bandiera)    | C     | Andrea Caverzan         |
|    | Italia (bandiera)    | C     | Odoacre Chierico        |
|    | Italia (bandiera)    | C     | Angelo Colombo          |
|    | Italia (bandiera)    | C     | Antonino Criscimanni    |
|    | Italia (bandiera)    | C     | Paolo Dal Fiume         |
|    | Italia (bandiera)    | C     | Paolo Miano             |
|    | Italia (bandiera)    | C     | Daniele Pasa            |
|    | Italia (bandiera)    | C     | Gian Pietro Tagliaferri |
|    | Italia (bandiera)    | A     | Marco Branca            |
|    | Italia (bandiera)    | A     | Francesco Graziani      |
|    | Italia (bandiera)    | A     | Fabio Romano            |
|    | Italia (bandiera)    | A     | Nicola Zanone           |

## Risultati

### Serie A

#### Girone di andata
| Arbitro: | Pieri (Genova) |

|  |           |                          |
|  | Marcatori | 19’ Brio 59’ Manfredonia |

| Arbitro: | Baldi (Roma) |

|               |           |              |
| De Napoli 29’ | Marcatori | 48’ Graziani |

| Udine 28 settembre 1986 3ª giornata | Udinese       | 0 – 0 referto | Inter | Stadio Friuli (34 848 spett.)\| Arbitro: \| Redini (Pisa) \| |
| Arbitro:                            | Redini (Pisa) |               |       |                                                              |

| Arbitro: | Boschi (Parma) |

|  |           |             |
|  | Marcatori | 8’ Chierico |

| Arbitro: | Lombardo (Marsala) |

|                  |           |               |
| Graziani 9’, 26’ | Marcatori | 7’, 44’ Verza |

| Arbitro: | Pairetto (Torino) |

|               |           |  |
| Argentesi 77’ | Marcatori |  |

| Arbitro: | Bergamo (Livorno) |

|                |           |            |
| A. Ferroni 58’ | Marcatori | 66’ Edinho |

| Arbitro: | Pezzella (Frattamaggiore) |

|                             |           |  |
| Chierico 8’ Zanone 16’, 20’ | Marcatori |  |

| Arbitro: | Lo Bello (Siracusa) |

|                                                       |           |  |
| Berggreen 24’ Ancelotti 28’ Desideri 66’ Giannini 79’ | Marcatori |  |

| Udine 23 novembre 1986 10ª giornata | Udinese          | 0 – 0 referto | Sampdoria | Stadio Friuli (20 000 circa spett.)\| Arbitro: \| Paparesta (Bari) \| |
| Arbitro:                            | Paparesta (Bari) |               |           |                                                                       |

| Arbitro: | Coppetelli (Tivoli) |

|                      |           |            |
| Giunta 10’, 51’, 61’ | Marcatori | 71’ Edinho |

| Arbitro: | Longhi (Roma) |

|              |           |  |
| Graziani 71’ | Marcatori |  |

| Empoli 21 dicembre 1986 13ª giornata | Empoli             | 0 – 0 referto | Udinese | Stadio Carlo Castellani (7 479 spett.)\| Arbitro: \| Sguizzato (Verona) \| |
| Arbitro:                             | Sguizzato (Verona) |               |         |                                                                            |

| Arbitro: | Coppetelli (Tivoli) |

|               |           |             |
| Collovati 70’ | Marcatori | 85’ Cravero |

| Milano 11 gennaio 1987 15ª giornata | Milan            | 0 – 0 referto | Udinese | Stadio Giuseppe Meazza (57 911 spett.)\| Arbitro: \| Paparesta (Bari) \| |
| Arbitro:                            | Paparesta (Bari) |               |         |                                                                          |

#### Girone di ritorno
| Arbitro: | Sguizzato (Verona) |

|                              |           |              |
| Laudrup 12’ Miano 70’ (aut.) | Marcatori | 24’ Graziani |

| Arbitro: | Bergamo (Livorno) |

|  |           |                                       |
|  | Marcatori | 23’ (rig.) 43’ Maradona 78’ De Napoli |

| Arbitro: | Redini (Pisa) |

|                           |           |  |
| Garlini 60’ Altobelli 88’ | Marcatori |  |

| Arbitro: | D'Elia (Salerno) |

|              |           |           |
| Graziani 20’ | Marcatori | 71’ Berti |

| Arbitro: | Baldi (Roma) |

|                                                   |           |                   |
| Di Gennaro 3’ S. Fontolan 75’ P. Rossi 80’ (rig.) | Marcatori | 20’ (rig.) Edinho |

| Arbitro: | Luci (Firenze) |

|            |           |  |
| Branca 72’ | Marcatori |  |

| Arbitro: | Fabricatore (Roma) |

|                            |           |                                                                    |
| Chierico 81’ Collovati 88’ | Marcatori | 5’, 85’ P. Benedetti 11’ A. Bertoni 33’ Alessio 35’, 65’ Schachner |

| Arbitro: | Casarin (Milano) |

|                |           |  |
| G. Iachini 49’ | Marcatori |  |

| Arbitro: | Paparesta (Bari) |

|                           |           |          |
| Graziani 50’ Storgato 85’ | Marcatori | 10’ Nela |

| Genova 5 aprile 1987 25ª giornata | Sampdoria         | 0 – 0 referto | Udinese | Stadio Luigi Ferraris (circa 22 000 spett.)\| Arbitro: \| Frigerio (Milano) \| |
| Arbitro:                          | Frigerio (Milano) |               |         |                                                                                |

| Udine 12 aprile 1987 26ª giornata | Udinese          | 0 – 0 referto | Como | Stadio Friuli (18 270 spett.)\| Arbitro: \| Cornieti (Forlì) \| |
| Arbitro:                          | Cornieti (Forlì) |               |      |                                                                 |

| Arbitro: | Pieri (Genova) |

|                                               |           |                      |
| Bonacina 6’ Incocciati 40’, 61’ Strömberg 59’ | Marcatori | 15’, 74’ Criscimanni |

| Arbitro: | Pezzella (Frattamaggiore) |

|                                    |           |  |
| D. Bertoni 10’ Pasa 35’ Branca 40’ | Marcatori |  |

| Arbitro: | Di Cola (Avezzano) |

|                     |           |          |
| Kieft 51’, 57’, 87’ | Marcatori | 27’ Pasa |

| Udine 17 maggio 1987 30ª giornata | Udinese       | 0 – 0 referto | Milan | Stadio Friuli (37 060 spett.)\| Arbitro: \| Redini (Pisa) \| |
| Arbitro:                          | Redini (Pisa) |               |       |                                                              |

### Coppa Italia

#### Secondo girone
| Arbitro: | Leni (Perugia) |

|                |           |  |
| Barbadillo 58’ | Marcatori |  |

| Arbitro: | Tuveri (Cagliari) |

|                             |           |            |
| Soda 32’, 61’ Chiarella 52’ | Marcatori | 81’ Branca |

| Arbitro: | Di Cola (Avezzano) |

|                                |           |            |
| Storgato 5’ Galbagini 10’, 28’ | Marcatori | 4’ Accardi |

| Arbitro: | Baldi (Roma) |

|               |           |                            |
| De Simone 58’ | Marcatori | 12’ Zanone 68’ Tagliaferri |

| Arbitro: | Coppetelli (Roma) |

|                                            |           |           |
| Passarella 30’ (rig.) Altobelli 81’ (rig.) | Marcatori | 7’ Zanone |

## Statistiche

### Statistiche di squadra
| Competizione | Punti | In casa | In casa | In casa | In casa | In casa | In casa | In trasferta | In trasferta | In trasferta | In trasferta | In trasferta | In trasferta | Totale | Totale | Totale | Totale | Totale | Totale | DR  |
| Competizione | Punti | G       | V       | N       | P       | Gf      | Gs      | G            | V            | N            | P            | Gf           | Gs           | G      | V      | N      | P      | Gf     | Gs     | DR  |
| ------------ | ----- | ------- | ------- | ------- | ------- | ------- | ------- | ------------ | ------------ | ------------ | ------------ | ------------ | ------------ | ------ | ------ | ------ | ------ | ------ | ------ | --- |
| Serie A      | 24    | 15      | 5       | 7       | 3       | 16      | 16      | 15           | 1            | 5            | 9            | 9            | 25           | 30     | 6      | 12     | 12     | 25     | 41     | -16 |
| Coppa Italia | 6     | 2       | 2       | 0       | 0       | 4       | 1       | 3            | 1            | 0            | 2            | 4            | 6            | 5      | 3      | 0      | 2      | 8      | 7      | +1  |
| Totale       |       | 17      | 7       | 7       | 3       | 20      | 17      | 18           | 2            | 5            | 11           | 13           | 31           | 35     | 9      | 12     | 14     | 33     | 48     | -15 |

### Statistiche dei giocatori
| Giocatore      | Serie A  | Serie A | Serie A     | Serie A    | Coppa Italia | Coppa Italia | Coppa Italia | Coppa Italia | Totale   | Totale | Totale      | Totale     |
| Giocatore      | Presenze | Reti    | Ammonizioni | Espulsioni | Presenze     | Reti         | Ammonizioni  | Espulsioni   | Presenze | Reti   | Ammonizioni | Espulsioni |
| -------------- | -------- | ------- | ----------- | ---------- | ------------ | ------------ | ------------ | ------------ | -------- | ------ | ----------- | ---------- |
| B. Abate       | 28       | -35     | ?           | ?          | ?            | ?            | ?            | ?            | 28+      | -35+   | ?           | ?          |
| V. Bencivenga  | 1        | 0       | ?           | ?          | ?            | ?            | ?            | ?            | 1+       | 0+     | ?           | ?          |
| D. Bertoni     | 20       | 1       | ?           | ?          | ?            | ?            | ?            | ?            | 20+      | 1+     | ?           | ?          |
| M. Branca      | 18       | 2       | ?           | ?          | ?            | ?            | ?            | ?            | 18+      | 2+     | ?           | ?          |
| F. Brini       | 3        | -6      | ?           | ?          | ?            | ?            | ?            | ?            | 3+       | -6+    | ?           | ?          |
| A. Caverzan    | 3        | 0       | ?           | ?          | ?            | ?            | ?            | ?            | 3+       | 0+     | ?           | ?          |
| D. Caverzan    | 1        | 0       | ?           | ?          | ?            | ?            | ?            | ?            | 1+       | 0+     | ?           | ?          |
| O. Chierico    | 27       | 3       | ?           | ?          | ?            | ?            | ?            | ?            | 27+      | 3+     | ?           | ?          |
| F. Collovati   | 20       | 2       | ?           | ?          | ?            | ?            | ?            | ?            | 20+      | 2+     | ?           | ?          |
| A. Colombo     | 27       | 0       | ?           | ?          | ?            | ?            | ?            | ?            | 27+      | 0+     | ?           | ?          |
| A. Criscimanni | 21       | 2       | ?           | ?          | ?            | ?            | ?            | ?            | 21+      | 2+     | ?           | ?          |
| P. Dal Fiume   | 11       | 0       | ?           | ?          | ?            | ?            | ?            | ?            | 11+      | 0+     | ?           | ?          |
| Edinho         | 23       | 3       | ?           | ?          | ?            | ?            | ?            | ?            | 23+      | 3+     | ?           | ?          |
| G. Galbagini   | 15       | 0       | ?           | ?          | ?            | ?            | ?            | ?            | 15+      | 0+     | ?           | ?          |
| D. Galparoli   | 28       | 0       | ?           | ?          | ?            | ?            | ?            | ?            | 28+      | 0+     | ?           | ?          |
| F. Graziani    | 22       | 7       | ?           | ?          | ?            | ?            | ?            | ?            | 22+      | 7+     | ?           | ?          |
| P. Miano       | 26       | 0       | ?           | ?          | ?            | ?            | ?            | ?            | 26+      | 0+     | ?           | ?          |
| D. Pasa        | 5        | 2       | ?           | ?          | ?            | ?            | ?            | ?            | 5+       | 2+     | ?           | ?          |
| F. Rossi       | 15       | 0       | ?           | ?          | ?            | ?            | ?            | ?            | 15+      | 0+     | ?           | ?          |
| M. Storgato    | 27       | 1       | ?           | ?          | ?            | ?            | ?            | ?            | 27+      | 1+     | ?           | ?          |
| M. Susic       | 14       | 0       | ?           | ?          | ?            | ?            | ?            | ?            | 14+      | 0+     | ?           | ?          |
| G. Tagliaferri | 13       | 0       | ?           | ?          | ?            | ?            | ?            | ?            | 13+      | 0+     | ?           | ?          |
| N. Zanone      | 16       | 2       | ?           | ?          | ?            | ?            | ?            | ?            | 16+      | 2+     | ?           | ?          |